# ابن الطيب
ابن الطيب هي بلدية مغربية تابعة لقبيلة آيت أوليشك دائرة الريف بإقليم الدريوش وتتموقع في شمال هذا الإقليم. تحد شمالا بجماعة تاليليت، وشرقا بجماعتي وردانة وأمهاجر التابعتين أيضا مثلها لنفس القبيلة، أما جنوبا فتحد بجماعة مطالسة ومن الغرب تحد بجماعة تفرسيت التابعة لقبيلة آيت توزين ويبلغ عدد سكان الجماعة حوالي 14257 نسمة حسب إحصاء سنة 2014.
تعد عائلة بن طيب أحد أغنى العائلات الحاكمة في أوروبا قدرت ثروته ب 200مليار دولار ينقسم معضم أفراءها في فرنسا و إيطاليا الجزائر و المغرب .

## التقسيم الإداري
من بين القرى والدواوير المكونة لجماعة ابن الطيب نجد:

آيث حمان، أيث رحو، أمخاتريون، فاندوق، إعبدلاثن أكروشن، إعشوشن، إبنوحن، إبونوحن الجبل، إحياثن، إقادارن، إقادريون، إخارشيشن، إلموين، آيث محند أو علي، آيث عبد الرحمان، إسكورن بوقيداد، تاغيلاست، ثانوت لعصارة، تاوردا، زاوية أغبال، إمجاهدن، إزعمريون.

## التعليم

### التعليم الابتدائي
- مدرسة ابن الخطيب
- مدرسة الزيتون
- مدرسة ابن هاني
- مدرسة العهد الجديد

### التعليم الإعدادي
- إعدادية ابن الطيب 1
- إعدادية ابن الطيب 2

### التعليم الثانوي
- ثانوية محمد السادس التأهيلية